# Посольство Естонії в Україні
Посольство Естонської Республіки в Києві (ест. Eesti Suursaatkond Kiievis) — офіційне дипломатичне представництво Естонської Республіки в Україні, відповідає за підтримку та розвиток відносин між Естонією та Україною. Надзвичайним та Повноважним послом Естонії в Україні є Аннелі Кольк.

## Історія посольства
Естонія визнала незалежність України 9 грудня 1991 року, однією з перших держав у світі. 3 січня 1992 року було встановлено дипломатичні відносини між Україною та Естонською Республікою. У серпні 1993 р. в Києві було відкрито посольство Естонської Республіки в Україні. 1 жовтня 1993 р. в Таллінні розпочало роботу посольство України в Естонії.

## Новосілля Посольства Естонії
30 листопада 2012 р. новосілля відсвяткувало Посольство Естонської Республіки в Україні. На вхідчини до дипломатів завітали голова КМДА Олександр Попов, Міністр закордонних справ Естонії Урмас Пает, Міністр культури Естонії Рейн Ланг та Віце-прем'єр-міністр України Сергій Тігіпко. Очільник столичного муніципалітету привітав Посольство дружньої країни із новосіллям та вже традиційно вручив дипломатам символічну підкову на щастя.
«Ми пишаємося плідною співпрацею, яка склалася не лише між нашими країнами, але й безпосередньо між столицями. Адже Київ і Таллін — міста-побратими не на словах, а й на ділі. Передусім це стосується ділових та культурних напрямків співробітництва. Ми як столична влада прагнемо створити максимально комфортні умови для роботи естонських інвесторів у Києві. Переконаний, що наші взаємозв'язки з часом лише зміцніють та стануть іще продуктивнішими», — сказав у вітальному слові голова КМДА.
Дотепер Посольство Естонії розташувалось по вул. Володимирській, 61/11 (після новосілля — на вул. Євгена Чикаленка (Київ), 43 б). Цей будинок закордонне представництво придбало власним коштом та відремонтувало його. З нагоди новосілля у Національній філармонії України відбувся концерт відомого естонського гурту старовинної музики «Hortus musicus».

## Консульська служба посольства
м. Київ, вул. Рейтарська, 20/24

## Надзвичайні і Повноважні Посли Естонії в Україні
1. Едуард Рітсон (1918), консул
2. Тиніс Варес (1921—1922), за сумісництвом з РРФСР[2]
3. Андрій Біров (1992 — 1995), посол
4. Тійт Матсулевич (1995 — 1999)
5. Тійт Набер (1999 — 2002)
6. Пауль Леттенс (2002 — 2007)
7. Яан Хейн (2007 — 2011)
8. Лаурі Лепік (2011 — 2012)
9. Сулев Канніке (2012 —2016)
10. Герт Антсу (2016 —2019)[3]
11. Каімо Кууск (2019 —2023)[4][5][6]
12. Аннелі Кольк (2023 —)

## Галерея

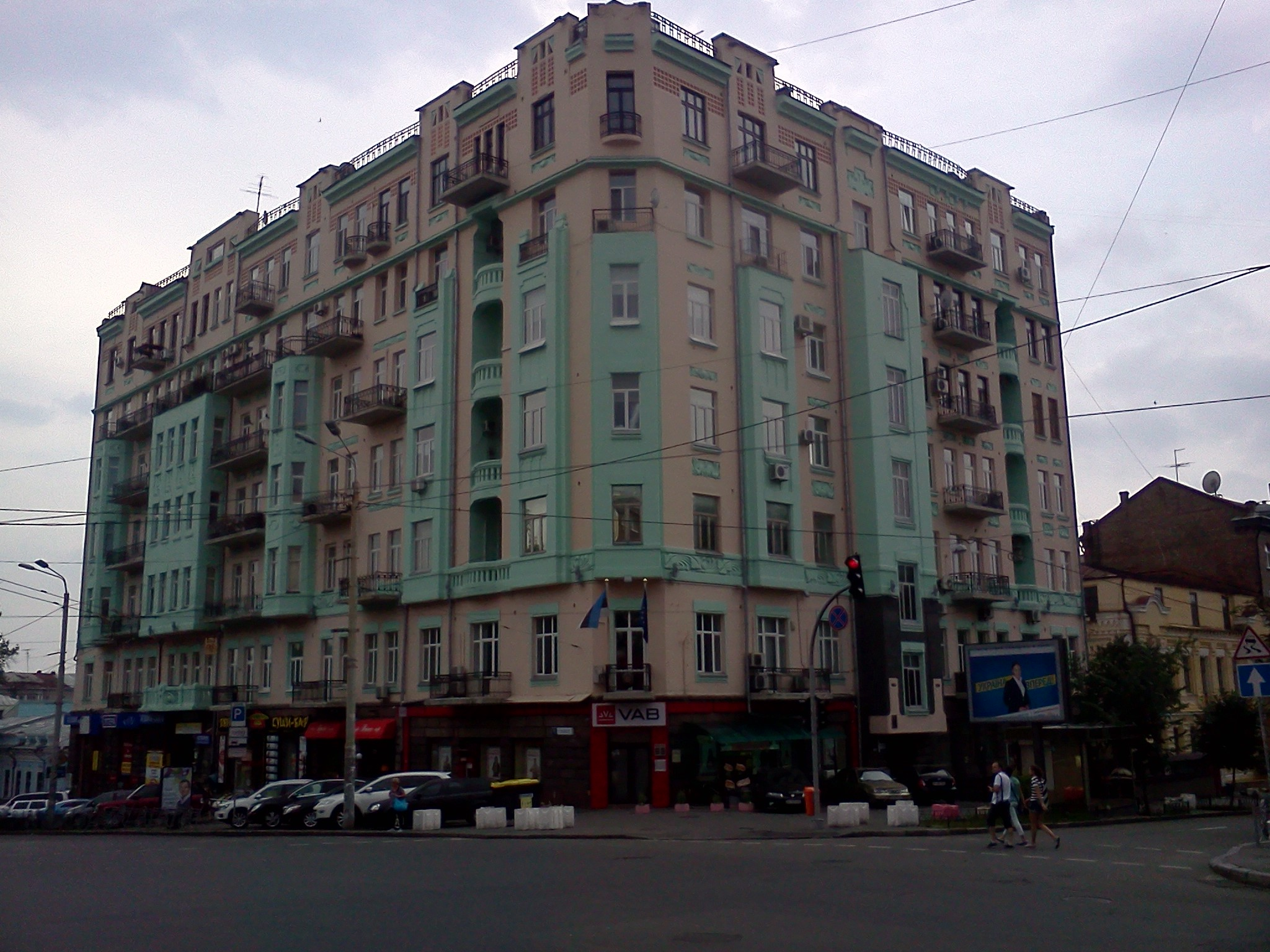
Будинок, в якому розміщувалось Посольство Естонії в Україні до новосілля
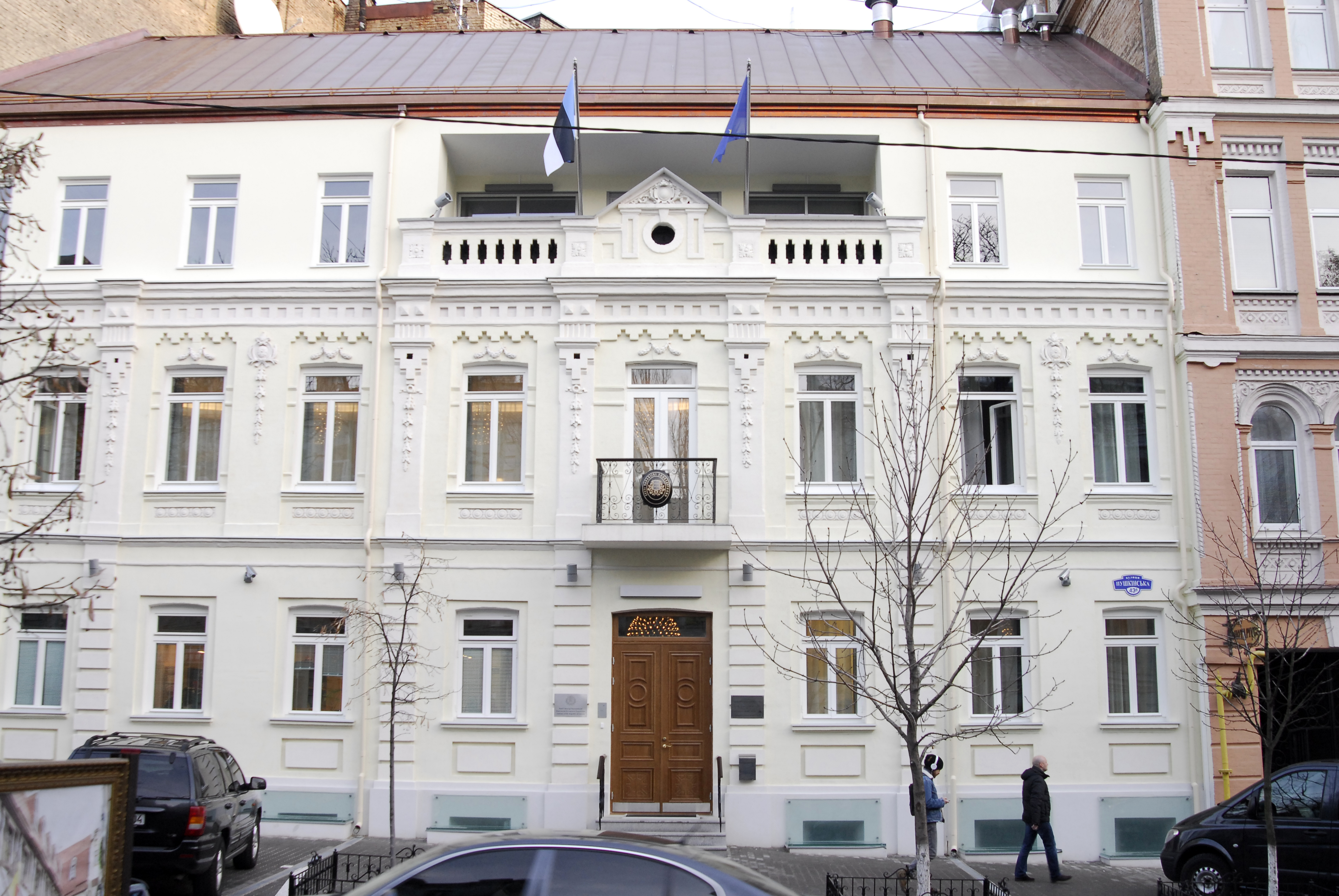
Посольство Естонії в Україні
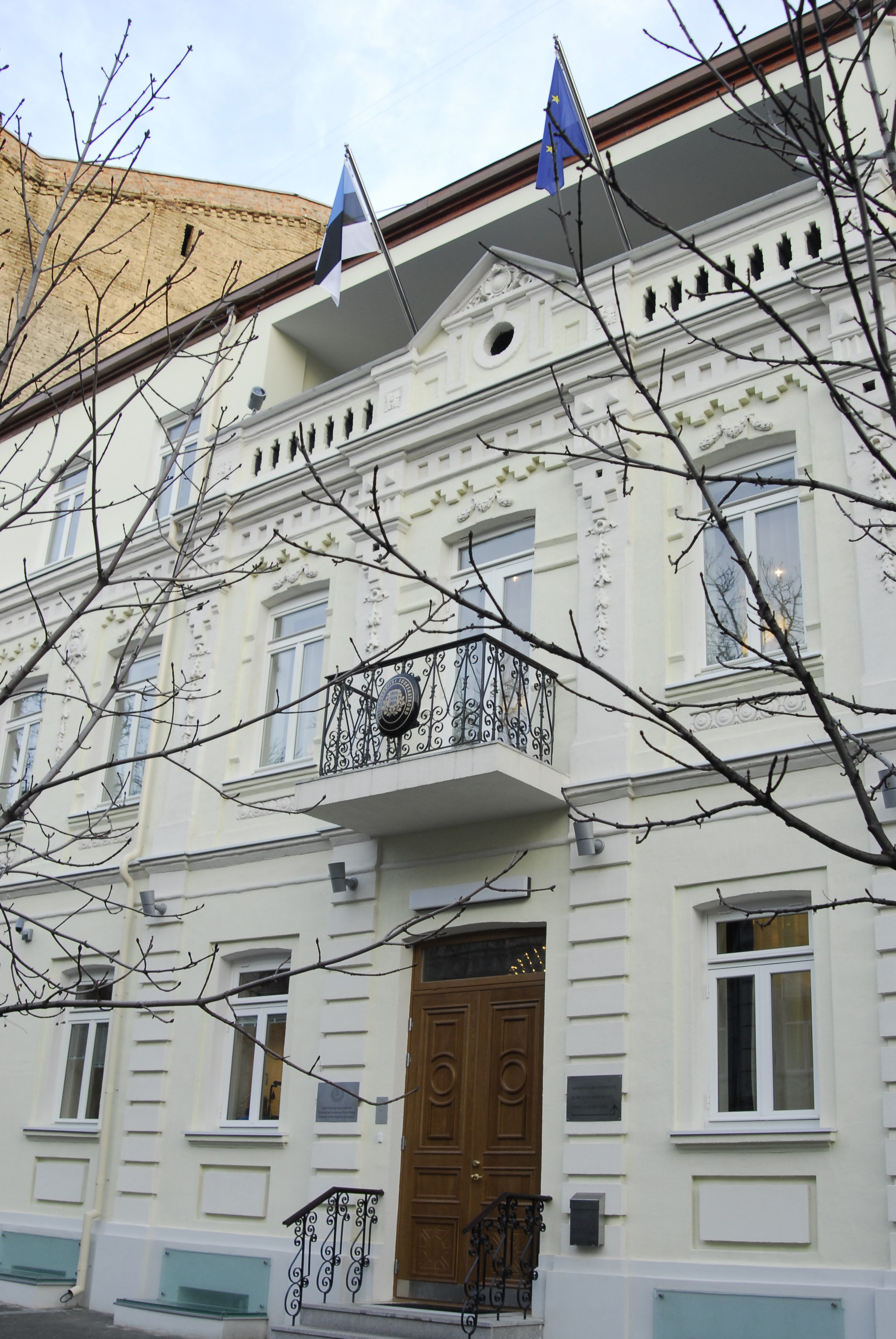
Посольство Естонії в Україні